# Бестерман, Теодор
Теодор Деодатус Натаниэль Бестерман (22 ноября 1904, Лодзь, Петроковская губерния — 10 ноября 1976, Банбери, Оксфордшир) — британский исследователь паранормальных явлений, библиограф, биограф и переводчик. Первый редактор журнала Journal of Documentation
Родился в Лодзи (Польша), однако в подростковом возрасте переехал в Лондон. В 1925 году избран председателем Британской федерации молодёжных движений, с 1927 по 1935 год работал исследователем в Обществе психических исследований.
Его первая публикация — биография Анни Безант появилась в 1925 году. Затем последовали работы физической тематики. Бестерман занимался также критикой эзотерических течений. Его критика книги итальянского медиума Гвендолина Хэка «Modern Psychic Mysteries» побудила известного писателя Артура Конан Дойля, сторонника спиритизма, покинуть Общество.
В 1930-х годах Бестерман преподавал в лондонской школе библиотекарей и опубликовал множество работ по библиографии.
Во время Второй мировой войны Бестерман служил в британской артиллерии британской артиллерии и в Армейском бюро текущих дел, затем работал а ЮНЕСКО, занимаясь вопросами международной библиографии.
В 1950-х годах Бестерман начал собирать, переводить и публиковать материалы о Вольтере, включая его неопубликованные письма, и занимался этим до конца жизни. Он жил в доме Вольтера в Женеве, где основал Институт и музей Вольтера, и опубликовал 107 томов писем Вольтера в серии книг, названных «Вольтер и XVIII столетие» (англ. Studies on Voltaire and the Eighteenth Centur). Форум современных лингвистических исследований (англ. The Forum for Modern Language Studies) назвал эти публикации «самым значительным вкладом столетия в изучение Вольтера».
В 1969 году Бестерман опубликовал подробную 541-страничную биографию Вольтера, включившую множество стихотворений и писем Вольтера в переводе самого Бестермана.
В конце 1960-х годов Бестерман вернулся в Англию и умер в Банбери в 1976 году.

## Краткая библиография
- The Divining Rod: An Experimental and Psychological Investigation, 1926.
- Mind of Annie Besant, 1927.
- Some Modern Mediums, 1930.
- Mrs. Annie Besant, a modern prophet, 1934.
- Men against women; a study of sexual relations, 1934.
- The Beginnings of Systematic Bibliography, 1935.
- A World Bibliography of Bibliographies, 1939.
- The love letters of Voltaire to his niece, 1958 (редакция и перевод).
- Voltaire’s Correspondence 1953-65, 107 vols.
- Philosophical dictionary, 1972 (перевод).
- Crystal Gazing: A study in the History, Distribution and Practice of Scrying, 1965.
- Voltaire, 1969.